# Dora 2024
Das 26. Dora-Festival fand am 25. Februar 2024 statt und war die kroatische Vorentscheidung für den Eurovision Song Contest 2024 in Malmö (Schweden). Baby Lasagna gewann das Festival mit Rim Tim Tagi Dim.

## Format

### Konzept
Am 14. September 2023 bestätigte  Hrvatska radiotelevizija (HRT) die Teilnahme Kroatiens am Eurovision Song Contest 2024. Gleichzeitig gab man bekannt, dass man erneut das Dora-Festival als nationale Vorentscheidung nutzen werde. Am 17. Dezember 2023 wurde bestätigt, dass das Festival erstmals seit 2011 wieder Halbfinale enthalten werde. Die genau Anzahl wurde am 8. Januar 2024 bekanntgegeben.

### Beitragswahl
Zwischen dem 15. September und dem 30. November 2023 konnten interessierte Künstler ihre Beiträge bei HRT einreichen. Um einen Beitrag einreichen zu können, war eine kroatische Staatsbürgerschaft notwendig. Eine Expertenjury wählte aus den eingereichten Beiträgen die 28 Teilnehmer so wie die vier Back-up-Lieder aus. Insgesamt wurden etwa 200 Lieder eingereicht.

### Austragungsort
Am 8. Januar 2024 wurde bekannt, dass das Festival erstmals nicht in Opatija stattfinden werde. Stattdessen wurde es in den Studios des Senders HRT in Zagreb ausgetragen.

## Teilnehmer
Die Teilnehmer wurden am 15. Dezember 2023 bekanntgegeben. Ebenso wurden die vier Reservekandidaten veröffentlicht. Mit Let 3 kehren die Vorjahressieger zum Wettbewerb zurück. Auch Damir Kedžo gewann das Festival bereits im Jahr 2020. Zsa Zsa zog ihre Teilnahme am 3. Januar 2024 zurück. Ihr Beitrag wurde durch das erste Back-up-Lied und späteren Gewinner ersetzt, Rim Tim Tagi Dim von Baby Lasagna.
| Interpret     | Lied Musik (M) und Text (T)      | Sprache | Übersetzung (inoffiziell)  |
| ------------- | -------------------------------- | ------- | -------------------------- |
| Cota G4       | Stavi se na mjesto M/T: TBA      |         | Versetz dich in meine Lage |
| Mihael Kvorka | Vrati se M/T: TBA                |         | Komm zurück                |
| Ether         | Duboko roni M/T: TBA             |         | Er taucht tief             |
| Zsa Zsa       | Probudi usne moje M/T: Unbekannt |         | Weck meine Lippen auf      |

 Teilnahme zurückgezogen

## Halbfinale
Die Startreihenfolge der beiden Halbfinale wurde am 26. Januar 2024 veröffentlicht.

### Erstes Halbfinale
Das erste Halbfinale fand am 22. Februar 2024 statt.
| Platz | Startnr. | Interpret                            | Lied Musik (M) und Text (T)                                                  | Sprache   | Übersetzung (inoffiziell)            |
| ----- | -------- | ------------------------------------ | ---------------------------------------------------------------------------- | --------- | ------------------------------------ |
| 1.–8. | 2        | Mario Battifiaca feat. Robert Ferlin | Vodu Piti Trizan Biti M/T: Bruno Krajcar                                     | Kroatisch | Trink Wasser, um nüchtern zu bleiben |
| 1.–8. | 3        | Stefany Žužić                        | Sretnih Dana Dat’ Će Bog M/T: Branimir Mihaljević, Nenad Ninčević            | Kroatisch | Gott wird glückliche Tage schenken   |
| 1.–8. | 6        | Eugen                                | Tišine M/T: Anja Grabovac, Eugen Stjepan Višić                               | Kroatisch | Stille                               |
| 1.–8. | 7        | Vinko                                | Lying Eyes M/T: Srđan Sekulović Skansi, Vinko Ćemeraš                        | Englisch  | Lügende Augen                        |
| 1.–8. | 9        | Let 3                                | Babaroga M/T: Damir Martinović Mrle, Iztok Turk, Matej Zec, Zoran Prodanović | Kroatisch | –                                    |
| 1.–8. | 10       | Lana Mandarić                        | More M/T: Lana Mandarić                                                      | Kroatisch | Meer                                 |
| 1.–8. | 11       | Pavel                                | Do Mjeseca M/T: Aljoša Šerić, Jere Šešelja                                   | Kroatisch | Zum Mond                             |
| 1.–8. | 12       | Saša Lozar                           | Ne Plačem Zbog Nje M/T: Saša Lozar                                           | Kroatisch | Ich weine nicht um sie               |
| 9.–12 | 1        | Noelle                               | Baby, Baby M/T: Ivan Zečić, Miroslav Zečić                                   | Kroatisch | –                                    |
| 9.–12 | 4        | Misha                                | One Day M/T: Nemanja Filipović                                               | Englisch  | Ein Tag                              |
| 9.–12 | 5        | Erna                                 | How do you love me M/T: Alan Dović, Erna Imamović, Gabor Racz                | Englisch  | Wie liebst du mich                   |
| 9.–12 | 8        | Barbara Munjas                       | Nepobjediva M/T: Barbara Munjas, Zoran Majstorović                           | Kroatisch | Unbesiegbar                          |

### Zweites Halbfinale
Das zweite Halbfinale fand am 23. Februar statt.
| Platz | Startnr. | Interpret      | Lied Musik (M) und Text (T)                                                              | Sprache   | Übersetzung (inoffiziell)  |
| ----- | -------- | -------------- | ---------------------------------------------------------------------------------------- | --------- | -------------------------- |
| 1.–8. | 3        | Lara Demarin   | Ne vjerujem ti M/T: Hrvoje Domazet, Lara Demarin, Luka Demarin, Robert Domitrović        | Kroatisch | Ich glaube dir nicht       |
| 1.–8. | 4        | Alen Đuras     | A Tamburitza Lullaby M/T: Jimmy Åkerfors, Michel Fannoun, Siniša Reljić-Simba, Tony Malm | Englisch  | Ein Tamburitza-Wiegenlied  |
| 1.–8. | 6        | Boris Štok     | Can we talk M/T: Aidan O’Connor, Boris Štok, Darko Terlević, John Dorothy                | Englisch  | Können wir reden           |
| 1.–8. | 7        | Baby Lasagna   | Rim Tim Tagi Dim M/T: Marko Purišić                                                      | Englisch  | –                          |
| 1.–8. | 9        | Vatra          | Slatke Suze, Gorka Ljubav M/T: Ivan Dečak                                                | Kroatisch | Süße Tränen, bittere Liebe |
| 1.–8. | 10       | Damir Kedžo    | Voljena Ženo M/T: Ante Pecotić                                                           | Kroatisch | Geliebte Frau              |
| 1.–8. | 11       | Natalie Balmix | Dijamanti M/T: Darko Dimitrov, Lazar Cvetkoski, Natalie Balmix, Robert Bilbilov          | Kroatisch | Diamanten                  |
| 1.–8. | 12       | Marcela        | Gasoline M/T: Bjørgen van Essen, Daniël van den Brink, Délano Ladurner, Marcela Oroši    | Englisch  | Benzin                     |
| 9.–12 | 1        | Lu Dedić       | Plavi Leptir M/T: Miro Lesić                                                             | Kroatisch | Blauer Schmetterling       |
| 9.–12 | 2        | James Night    | Nebo Plače M/T: Leonardo Šajin                                                           | Kroatisch | Der Himmel weint           |
| 9.–12 | 5        | The Splitters  | Od Kad Te Sanjam M/T: Josip Senta, Petar Senta                                           | Kroatisch | Wenn ich von dir träume    |
| 9.–12 | 8        | ET             | Pametnom Dosta M/T: Adonis Ćulibrk, Boytronic, Inav Coste                                | Kroatisch | Dem Klugen reicht’s        |

## Finale
Das Finale fand am 25. Februar statt.
| Platz | Startnr. | Interpret                            | Lied Musik (M) und Text (T)                                                              | Sprache   | Übersetzung (inoffiziell)            | Jury | Televoting | Gesamt |
| ----- | -------- | ------------------------------------ | ---------------------------------------------------------------------------------------- | --------- | ------------------------------------ | ---- | ---------- | ------ |
| 1.    | 14       | Baby Lasagna                         | Rim Tim Tagi Dim M/T: Marko Purišić                                                      | Englisch  | –                                    | 74   | 247        | 321    |
| 2.    | 16       | Vinko                                | Lying Eyes M/T: Srđan Sekulović Skansi, Vinko Ćemeraš                                    | Englisch  | Lügende Augen                        | 59   | 23         | 82     |
| 3.    | 9        | Let 3                                | Babaroga M/T: Damir Martinović Mrle, Iztok Turk, Matej Zec, Zoran Prodanović             | Kroatisch | –                                    | 55   | 24         | 79     |
| 4.    | 13       | Damir Kedžo                          | Voljena Ženo M/T: Ante Pecotić                                                           | Kroatisch | Geliebte Frau                        | 51   | 22         | 73     |
| 5.    | 10       | Alen Đuras                           | A Tamburitza Lullaby M/T: Jimmy Åkerfors, Michel Fannoun, Siniša Reljić-Simba, Tony Malm | Englisch  | Ein Tamburitza-Wiegenlied            | 35   | 27         | 62     |
| 6.    | 15       | Marcela                              | Gasoline M/T: Bjørgen van Essen, Daniël van den Brink, Délano Ladurner, Marcela Oroši    | Englisch  | Benzin                               | 39   | 20         | 59     |
| 7.    | 6        | Pavel                                | Do Mjeseca M/T: Aljoša Šerić, Jere Šešelja                                               | Kroatisch | Zum Mond                             | 38   | 15         | 53     |
| 8.    | 11       | Eugen                                | Tišine M/T: Anja Grabovac, Eugen Stjepan Višić                                           | Kroatisch | Stille                               | 26   | 15         | 41     |
| 9.    | 12       | Vatra                                | Slatke Suze, Gorka Ljubav M/T: Ivan Dečak                                                | Kroatisch | Süße Tränen, bittere Liebe           | 21   | 15         | 36     |
| 10.   | 1        | Natalie Balmix                       | Dijamanti M/T: Darko Dimitrov, Lazar Cvetkoski, Natalie Balmix, Robert Bilbilov          | Kroatisch | Diamanten                            | 24   | 11         | 35     |
| 11.   | 8        | Lara Demarin                         | Ne vjerujem ti M/T: Hrvoje Domazet, Lara Demarin, Luka Demarin, Robert Domitrović        | Kroatisch | Ich glaube dir nicht                 | 19   | 6          | 25     |
| 12.   | 4        | Boris Štok                           | Can we talk M/T: Aidan O’Connor, Boris Štok, Darko Terlević, John Dorothy                | Englisch  | Können wir reden                     | 10   | 13         | 23     |
| 13.   | 3        | Lana Mandarić                        | More M/T: Lana Mandarić                                                                  | Kroatisch | Meer                                 | 9    | 4          | 13     |
| 14.   | 5        | Stefany Žužić                        | Sretnih Dana Dat’ Će Bog M/T: Branimir Mihaljević, Nenad Ninčević                        | Kroatisch | Gott wird glückliche Tage schenken   | 3    | 9          | 12     |
| 15.   | 2        | Mario Battifiaca feat. Robert Ferlin | Vodu Piti Trizan Biti M/T: Bruno Krajcar                                                 | Kroatisch | Trink Wasser, um nüchtern zu bleiben | 0    | 9          | 9      |
| 16.   | 7        | Saša Lozar                           | Ne Plačem Zbog Nje M/T: Saša Lozar                                                       | Kroatisch | Ich weine nicht um sie               | 1    | 5          | 6      |